# Dmitri Donskov
Dmitri Fedorovitsj Donskov (Russisch: Дмитрий Федорович Донсков) (Sterlitamak, 17 oktober 1968) is een voormalig basketbalspeler en coach. Hij kreeg de onderscheiding Meester in de sport van Rusland, Internationale Klasse.

## Carrière
Donskov was een basketbalspeler die speelde voor STG-Stroitel Samara en UNICS Kazan in de Russische superliga (mannen). Nadat Donskov was gestopt als basketballer werd hij in 2004 gevraagd om assistent-coach te worden bij het damesteam VBM-SGAU Samara. Met die club won hij drie keer het Landskampioenschap van Rusland in 2004, 2005 en 2006. Ook was hij twee keer Bekerwinnaar van Rusland in 2004 en 2006. In 2005 en 2006 bereikt Donskov met het team de finale van het meest prestigieuze clubtoernooi de EuroLeague Women. In 2005 won VBM-SGAU Samara de finale van de EuroLeague Women. Ze speelde daarin tegen Gambrinus Brno uit Tsjechië. Samara won met 69-66. In de EuroLeague Women finale van 2006 stonden Samara en Gambrinus weer tegen over elkaar. Dit keer won Gambrinus met 68-54. Ook wint hij met VBM-SGAU de FIBA Women's World League drie keer in 2003, 2004 en 2005. In 2007 werd hij hoofdcoach van het jeugdteam van VBM-SGAU Samara. In 2008 werd hij assistent-coach bij het damesteam van CSKA Moskou. In 2009 werd hij assistent-coach bij het damesteam van UMMC Jekaterinenburg. Met dit team won hij drie keer het Landskampioenschap van Rusland in 2009, 2010 en 2011. Ook was hij drie keer Bekerwinnaar van Rusland in 2009, 2010 en 2011. In 2011 werd hij eindelijk hoofdcoach. Hij werd de hoofdcoach van Spartak Sint-Petersburg. Na één jaar verhuisde hij naar het damesteam van Tsjevakata Vologda om daar hoofdcoach te worden. In 2017 verruilde hij Tsjevakata voor het damesteam van Kazanotsjka Kazan. Na één jaar werd hij hoofdcoach van het damesteam van Dinamo Novosibirsk. In 2021 werd hij hoofdcoach van het damesteam van BK Samara. In 2022 verhuisde hij naar Jekaterinenburg om als hoofdcoach aan de slag te gaan bij UMMC Jekaterinenburg. Met UMMC werd hij Landskampioen van Rusland in 2023, 2024 en 2025 en won hij de beker in 2023, 2024 en 2025.
Donskov was ook assistent-coach op het Europees kampioenschap basketbal vrouwen 2013 en het Europees kampioenschap basketbal vrouwen 2017.

## Erelijst coach
- Landskampioen Rusland: 9
  - Winnaar: 2004, 2005, 2006, 2009, 2010, 2011, 2023, 2024, 2025
- Bekerwinnaar Rusland: 8
  - Winnaar: 2004, 2006, 2009, 2010, 2011, 2023, 2024, 2025
- EuroLeague Women: 1
  - Winnaar: 2005
  - Runner-up: 2006
- FIBA Women's World League: 3
  - Winnaar: 2003, 2004, 2005